# Grand Prix E3 2011
 (mai 2025).
Le Grand Prix E3 2011 est la 54e édition de cette course cycliste masculine sur route. Il a lieu le 26 mars 2011 en Belgique. Elle a été remportée par le tenant du titre, le Suisse Fabian Cancellara (Leopard-Trek) devant le Belge Jürgen Roelandts (Omega Pharma-Lotto) et le Russe Vladimir Gusev (Katusha).

## Présentation

### Équipes
Vingt-quatre équipes participent à la course : onze faisant partie des ProTeams, la première division mondiale, douze font partie des équipes continentales professionnelles, la seconde division mondiale et la dernière est une équipe continentale, la troisième division.
| ProTeams (11)- Ag2r La Mondiale - Astana - Garmin-Cervélo - Katusha - Lampre-ISD - Leopard-Trek - Omega Pharma-Lotto - Quick Step Cycling Team - Rabobank - Saxo Bank-Sungard - Vacansoleil-DCM Équipes continentales professionnelles (12)- CCC Polsat Polkowice - Cofidis, le Crédit en Ligne - Team Europcar - FDJ - Landbouwkrediet - NetApp - Saur-Sojasun - Skil-Shimano - SpiderTech-C10 - Topsport Vlaanderen-Mercator - Team Type 1-Sanofi Aventis - Veranda’s Willems-Accent Équipe continentale- An Post-Sean Kelly |
| |

## Classements

### Classement final
| \| Classement général \| Classement général \| Classement général \| Classement général \| Classement général \| \| Coureur \| Coureur \| Pays \| Équipe \| Temps \| \| ------------------ \| ------------------ \| ------------------ \| ---------------------------- \| ------------------ \| \| 1er \| Fabian Cancellara \| Suisse \| Leopard-Trek \| 4 h 34 min 49 s \| \| 2e \| Jürgen Roelandts \| Belgique \| Omega Pharma-Lotto \| + 1 min 00 s \| \| 3e \| Vladimir Gusev \| Russie \| Katusha \| + 1 min 00 s \| \| 4e \| Sep Vanmarcke \| Belgique \| Garmin-Cervélo \| + 1 min 00 s \| \| 5e \| Bram Tankink \| Pays-Bas \| Rabobank \| + 1 min 00 s \| \| 6e \| William Bonnet \| France \| FDJ \| + 1 min 01 s \| \| 7e \| Heinrich Haussler \| Australie \| Garmin-Cervélo \| + 1 min 06 s \| \| 8e \| Sébastien Hinault \| France \| AG2R La Mondiale \| + 1 min 06 s \| \| 9e \| Stuart O'Grady \| Australie \| Leopard-Trek \| + 1 min 06 s \| \| 10e \| Sergueï Ivanov \| Russie \| Katusha \| + 1 min 06 s \| \| 11e \| Vincent Jérôme \| France \| Team Europcar \| + 1 min 06 s \| \| 12e \| Gustav Larsson \| Suède \| Saxo Bank-Sungard \| + 1 min 06 s \| \| 13e \| Svein Tuft \| Canada \| SpiderTech-C10 \| + 1 min 06 s \| \| 14e \| Niki Terpstra \| Pays-Bas \| Quick Step \| + 1 min 06 s \| \| 15e \| Steve Chainel \| France \| FDJ \| + 2 min 26 s \| \| 16e \| Tomas Vaitkus \| Lituanie \| Astana \| + 4 min 24 s \| \| 17e \| Nico Sijmens \| Belgique \| Cofidis, le Crédit en Ligne \| + 4 min 24 s \| \| 18e \| Dennis van Winden \| Pays-Bas \| Rabobank \| + 4 min 24 s \| \| 19e \| Klaas Lodewyck \| Belgique \| Omega Pharma-Lotto \| + 4 min 24 s \| \| 20e \| Jérôme Baugnies \| Belgique \| Topsport Vlaanderen-Mercator \| + 4 min 24 s \| |                   |           |                              |                 |
| |                   |           |                              |                 |
| |                   |           |                              |                 |
| Classement général |                   |           |                              |                 |
| Coureur | Coureur           | Pays      | Équipe                       | Temps           |
| 1er | Fabian Cancellara | Suisse    | Leopard-Trek                 | 4 h 34 min 49 s |
| 2e | Jürgen Roelandts  | Belgique  | Omega Pharma-Lotto           | + 1 min 00 s    |
| 3e | Vladimir Gusev    | Russie    | Katusha                      | + 1 min 00 s    |
| 4e | Sep Vanmarcke     | Belgique  | Garmin-Cervélo               | + 1 min 00 s    |
| 5e | Bram Tankink      | Pays-Bas  | Rabobank                     | + 1 min 00 s    |
| 6e | William Bonnet    | France    | FDJ                          | + 1 min 01 s    |
| 7e | Heinrich Haussler | Australie | Garmin-Cervélo               | + 1 min 06 s    |
| 8e | Sébastien Hinault | France    | AG2R La Mondiale             | + 1 min 06 s    |
| 9e | Stuart O'Grady    | Australie | Leopard-Trek                 | + 1 min 06 s    |
| 10e | Sergueï Ivanov    | Russie    | Katusha                      | + 1 min 06 s    |
| 11e | Vincent Jérôme    | France    | Team Europcar                | + 1 min 06 s    |
| 12e | Gustav Larsson    | Suède     | Saxo Bank-Sungard            | + 1 min 06 s    |
| 13e | Svein Tuft        | Canada    | SpiderTech-C10               | + 1 min 06 s    |
| 14e | Niki Terpstra     | Pays-Bas  | Quick Step                   | + 1 min 06 s    |
| 15e | Steve Chainel     | France    | FDJ                          | + 2 min 26 s    |
| 16e | Tomas Vaitkus     | Lituanie  | Astana                       | + 4 min 24 s    |
| 17e | Nico Sijmens      | Belgique  | Cofidis, le Crédit en Ligne  | + 4 min 24 s    |
| 18e | Dennis van Winden | Pays-Bas  | Rabobank                     | + 4 min 24 s    |
| 19e | Klaas Lodewyck    | Belgique  | Omega Pharma-Lotto           | + 4 min 24 s    |
| 20e | Jérôme Baugnies   | Belgique  | Topsport Vlaanderen-Mercator | + 4 min 24 s    |

## Liste des participants
| Légende | Légende                                                                    | Légende | Légende                                                    |
| ------- | -------------------------------------------------------------------------- | ------- | ---------------------------------------------------------- |
| Num     | Dossard de départ porté par le coureur sur ce Grand Prix E3                | Pos     | Position à l'arrivée de la course                          |
|         | Indique un maillot de champion national ou mondial, suivi de sa spécialité | NP      | Indique un coureur qui n'a pas pris le départ de la course |
| AB      | Indique un coureur qui n'a pas terminé la course                           | HD      | Indique un coureur qui a terminé la course hors des délais |